# جامع حسن البلقيه
جامع حسن البلقيه أو جامع عصر حسن البلقيه يقع المسجد في مدينة بندر سري بكاوان عاصمة بروناي.

## التسمية
جامع حسن البلقيه هو وقف لجلالة بادوكا سيري السلطان الحاج حسن البلقيه سلطان بروناي التاسع والعشرين، يقع الجامع في منطقة كامبونج آير، على مسافة أربعة كيلومترات من بندر سيري بيغاوان.

## البناء
كان البدء في بناء جامع حسن البلقيه بدأ لأول مرة في عام 1988 على موقع يبلغ مساحته 20 فدان، وقد استخدم وافتتح الجامع في ليلة الجمعة بالتزامن مع عيد ميلاد جلالة سلطان بروناي الثامن والأربعين، وذلك في يوم الرابع عشر من شهر يوليو من عام 1994، وقد حضر سلطان بروناي بنفسه حفل الافتتاح، وأديت في الجامع فريضتي صلاة المغرب وصلاة العشاء.

## مرافق الجامع
لجامع حسن البلقيه القدرة على استيعاب ما مجموعة أكثر من 5,000 مصلي في وقت واحد، وقد تم تجهيز جامع حسن البلقيه بالعديد من المرافق المساندة والمدعمة لأنشطة الجامع، يحتوي الجامع على مكتبة تحتوي على العديد من الكتب، بالإضافة لوجود مكاتب إدارية وقاعة للمؤتمرات.

## وصلات خارجية
- موقع جامع حسن البلقيه على الخريطة
- ألبوم صور جامع حسن البلقيه